# Горчинська (присілок)
Горчинська (рос. Горчинская) — присілок в Красноборському районі Архангельської області Російської Федерації.
Населення становить 55 осіб. Входить до складу муніципального утворення Телеговське сільське поселення.

## Історія
Від 2004 року входить до складу муніципального утворення Телеговське сільське поселення.

## Населення
1. Н/Д[2]